# Guillaume Rufin
Guillaume Rufin, né le 26 mai 1990 à Viriat, est un joueur de tennis professionnel français.

## Carrière
Guillaume Rufin débute sur le circuit Future à 17 ans en octobre 2007. En mai 2008, il se hisse en demi-finale d'un tournoi en Hongrie mais doit abandonner sur blessure. Peu après, il fait ses débuts à Roland-Garros où il s'incline au premier tour des qualifications contre Paul Capdeville (6-2, 6-3). Il signe néanmoins cette saison de bons résultats en junior en remportant notamment la Copa Gerdau en double avec Axel Michon, les tournois Grade 1 de Roehampton et la Yucatan Cup en simple, ainsi que les championnats d'Europe junior à Gastein contre le Finlandais Henri Kontinen. Ce titre lui permet d'atteindre la 6e place à l'ITF.
2009 est l'année de la progression. Il remporte son premier tournoi Future au Caire en février, écartant en finale le local Karim Maamoun. Il remporte son second tournoi deux mois plus tard à Angers, où il bat l'Autrichien Andreas Haider-Maurer. Le mois suivant, il dispute une nouvelle finale en Bosnie-Herzégovine. Il se fait connaître du grand public à Roland-Garros : bénéficiant d'une wild card, il accède pour la première fois de sa carrière au deuxième tour d'un tournoi du Grand Chelem en battant en trois sets l'Argentin Eduardo Schwank, spécialiste de la terre battue et classé 81e mondial (6-1, 6-3, 6-3). Il s'incline au tour suivant contre l'Autrichien Jürgen Melzer (6-2, 7-5, 6-4). Au mois de juillet, il dispute une nouvelle finale en Estonie, puis remporte le tournoi de Moscou. Ces bonnes performances lui permettent de débuter sur le circuit Challenger où il atteint tout d'abord deux quarts de finale à Bytom et Samarcande. En octobre, il remporte son premier tournoi Challenger à Florianópolis en battant Pere Riba en finale (6-4, 3-6, 6-3). Il boucle cette saison à la 171e place mondiale.
En 2010, il se qualifie pour l'Open d'Australie en début d'année et atteint les quarts de finale du tournoi ATP de Marseille. Il reçoit une invitation pour l'US Open et écarte Leonardo Mayer au premier tour (2-6, 7-64, 7-62, 6-1). En fin d'année, il est demi-finaliste à Santiago. Sa fin de saison est perturbée par une blessure qui l'empêche de jouer jusqu'au mois d'avril 2011. Il reprend le chemin des cours en s'imposant à deux reprises dans des tournois Future au Chili puis en passant un tour à Roland-Garros grâce à une victoire sur Adrian Mannarino.
Il atteint à nouveau les quarts de finale dans un tournoi ATP à Montpellier en 2012, où il bat l'Espagnol Feliciano López, no 15 mondial (7-65, 6-3) avant de chuter contre Gilles Simon (7-65, 6-72, 6-2). Il participe également à ses premiers Masters 1000, s'inclinant au 1er tour à Miami et Monte-Carlo après être sorti des qualifications. Lors du tournoi de Wimbledon, il élimine au premier tour Steve Darcis en cinq sets mais cède ensuite contre Nicolás Almagro. Il conclut sa saison en participant à des tournois Challenger, atteignant la finale à Timișoara, Quito et Buenos Aires et s'imposant à Villa Allende. Il entre ainsi pour la première fois dans le top 100.
En 2013, il participe à de nombreux tournois ATP dont l'Open du Chili, où il bat le no 15 mondial, Juan Mónaco, et atteint pour la troisième fois les quarts de finale d'un tournoi ATP 250. Il accède également au second tour du Masters de Miami, des tournois de Nice et de Wimbledon et remporte le Challenger d'Oberstaufen. Une nouvelle blessure contractée fin août l'éloigne plusieurs mois des courts de tennis. Il atteint une dernière finale à Brașov en septembre 2014 puis arrête sa carrière dans le courant de l'année suivante, se contentant de participer à des tournois locaux.
Il arrête sa carrière professionnelle en 2015, et suit des études de masso-kinésithérapie ; en parallèle, il participe encore à quelques tournois mineurs et joue notamment un rôle de sparring-partner pour les champions de tennis comme Novak Djokovic à Roland-Garros en 2017 ou encore pour son ami David Goffin.

## Palmarès

### Titres en tournois Challengers en simple
| Date (Finale) | Tournoi       | Prize Money | Adversaire en finale | Rang | Score         |
| ------------- | ------------- | ----------- | -------------------- | ---- | ------------- |
| Octobre 2009  | Florianópolis | 35 000 $    | Pere Riba            | 150e | 6-4, 3-6, 6-3 |
| Octobre 2012  | Villa Allende | 50 000 $    | Javier Martí         | 198e | 6-2, 6-3      |
| Juillet 2013  | Oberstaufen   | 30 000 €    | Peter Gojowczyk      | 163e | 6-3, 6-4      |

## Parcours dans les tournois duGrand Chelem

### En simple
| Année | Open d'Australie | Open d'Australie | Internationaux de France | Internationaux de France | Wimbledon      | Wimbledon  | US Open         | US Open       |
| ----- | ---------------- | ---------------- | ------------------------ | ------------------------ | -------------- | ---------- | --------------- | ------------- |
| 2008  | —                | —                | Q1                       | Paul Capdeville          | —              | —          | —               | —             |
| 2009  | —                | —                | 2e tour (1/32)           | J. Melzer                | —              | —          | —               | —             |
| 2010  | 1er tour (1/64)  | B. Tomic         | Q1                       | Victor Crivoi            | —              | —          | 2e tour (1/32)  | P.-H. Mathieu |
| 2011  | —                | —                | 2e tour (1/32)           | G. Monfils               | —              | —          | —               | —             |
| 2012  | Q3               | Björn Phau       | 1er tour (1/64)          | J. Mónaco                | 2e tour (1/32) | N. Almagro | 1er tour (1/64) | J. Tipsarević |
| 2013  | 2e tour (1/32)   | T. Berdych       | 1er tour (1/64)          | T. Haas                  | 2e tour (1/32) | N. Almagro | 2e tour (1/32)  | D. Toursounov |
|       |                  |                  |                          |                          |                |            |                 |               |
| 2015  | —                | —                | Q1                       | T. Fabbiano              | —              | —          | —               | —             |

N.B. : à droite du résultat se trouve le nom de l'ultime adversaire.

### En double
| Année | Open d'Australie | Open d'Australie | Internationaux de France     | Internationaux de France | Wimbledon | Wimbledon | US Open | US Open |
| ----- | ---------------- | ---------------- | ---------------------------- | ------------------------ | --------- | --------- | ------- | ------- |
| 2010  | —                | —                | 1/8 de finale A. Sidorenko   | D. Nestor N. Zimonjić    | —         | —         | —       | —       |
| 2011  | —                | —                | 1er tour (1/32) A. Sidorenko | C. Berlocq R. Ramírez    | —         | —         | —       | —       |

N.B. : le nom du ou de la partenaire se trouve sous le résultat ; le nom des ultimes adversaires se trouve à droite.

## Parcours dans lesMasters 1000
| Année | Indian Wells | Miami             | Monte-Carlo               | Madrid | Rome | Canada | Cincinnati | Shanghai | Paris |
| ----- | ------------ | ----------------- | ------------------------- | ------ | ---- | ------ | ---------- | -------- | ----- |
| 2012  | —            | 1er tour T. Haas  | 1er tour P. Kohlschreiber | —      | —    | —      | —          | —        | —     |
| 2013  | —            | 2e tour M. Raonic | —                         | —      | —    | —      | —          | —        | —     |

N.B. : sous le résultat se trouve le nom de l’ultime adversaire.

## Classement ATP en fin de saison

### En simple
| Année | 2008 | 2009 | 2010 | 2011 | 2012 | 2013 | 2014 | 2015 |
| Rang  | 1084 | 172  | 203  | 236  | 90   | 137  | 367  | 624  |

Source : (en) Classements de Guillaume Rufin sur le site officiel de la Fédération internationale de tennis